# Alexandria the Great
Alexandria The Great è un album di Lorez Alexandria, pubblicato dalla Impulse! nel 1964. Il disco fu registrato a Los Angeles, California nel 1964.

## Tracce
Lato A
1. Show Me – 4:00 (Alan Jay Lerner, Frederick Loewe)
2. I've Never Been in Love Before – 2:17 (Frank Loesser)
3. Satin Doll – 2:43 (Duke Ellington, Johnny Mercer, Billy Strayhorn)
4. My One and Only Love – 4:30 (Robert Mellin, Guy Wood)
5. Over the Rainbow – 3:55 (Harold Arlen, E.Y. "Yip" Harburg)

Lato B
1. Get Me to the Church on Time – 4:15 (Alan Jay Lerner, Frederick Loewe)
2. The Best Is Yet to Come – 2:41 (Cy Coleman, Carolyn Leigh)
3. I've Grown Accustomed to His Face – 4:30 (Alan Jay Lerner, Frederick Loewe)
4. Give Me the Simple Life – 2:20 (Rube Bloom, Harry Ruby)
5. I'm Through with Love – 5:22 (Gus Kahn, Fud Livingston, Matty Malneck)

## Musicisti
- Lorez Alexandria – voce
- Paul Horn – sassofono (brani : A3, A4, B2 & B5)
- Bud Shank – flauto (brani : A1, B1 & B3)
- Wynton Kelly – pianoforte (brani : A2, A3, A4, A5, B2, B4 & B5)
- Victor Feldman– pianoforte (brani : B1 & B3)
- Victor Feldman– vibrafono (brano : B3)
- Ray Crawford – chitarra (brani : A3, A4 & B5)
- Al McKibbon – contrabbasso (brani : A1, A2, A3, A5, B1, B2, B3 & B4)
- Paul Chambers – contrabbasso (brani : A4 & B5)
- Jimmy Cobb – batteria
- Billy Marx – arrangiamenti (brani : A1, B1 & B3)